# Pomník generála Pattona
Pomník generála Pattona je skulptura vztyčená v sadech Pětatřicátníků v Plzni. Upomíná na generála George S. Pattona, jenž velel americké armádě, která v květnu 1945 osvobodila město od nacistické okupace. Autory sochy jsou Václav Zůna, Lubomír Čermák a Tomáš Beneš. Jejich výtvor má výšku deseti metrů a hmotnost dosahující deseti tun. Vyroben je z cortenu, skupiny ocelových slitin, z něhož se produkovaly pancíře tanků. Realizace pomníku trvala přibližně jeden rok. Výrobu vlastního monumentu zajistily ve formě sponzorského daru Vítkovické železárny.

## Historie
Soutěž na podobu pomníku vypsalo město Plzeň v roce 2009. Přihlásilo se do ní celkem 37 návrhů, z nichž dva posléze vypadly pro nesplnění zadávacích podmínek. V porotě, která vítězné dílo k realizaci vybírala, zasedl i generálův vnuk George Patton Waters.
Slavnostní odhalení pomníku se uskutečnilo 1. května 2015 za účasti válečných veteránů, kteří na konci druhé světové války město osvobozovali.